# 1981-es Formula–1 brit nagydíj
A brit nagydíj volt az 1981-es Formula–1 világbajnokság kilencedik futama.

## Futam
| Helyezés | #  | Versenyző          | Csapat/Motor    | Körök | Idő/Kiesés oka      | Rajthely | Pontszám |
| -------- | -- | ------------------ | --------------- | ----- | ------------------- | -------- | -------- |
| 1        | 7  | John Watson        | McLaren-Ford    | 68    | 1:26:54,80          | 5        | 9        |
| 2        | 2  | Carlos Reutemann   | Williams-Ford   | 68    | + 40,65             | 9        | 6        |
| 3        | 26 | Jacques Laffite    | Ligier-Matra    | 67    | + 1 kör             | 14       | 4        |
| 4        | 3  | Eddie Cheever      | Tyrrell-Ford    | 67    | + 1 kör             | 23       | 3        |
| 5        | 6  | Héctor Rebaque     | Brabham-Ford    | 67    | + 1 kör             | 13       | 2        |
| 6        | 9  | Slim Borgudd       | ATS-Ford        | 67    | + 1 kör             | 21       | 1        |
| 7        | 17 | Derek Daly         | March-Ford      | 66    | + 2 kör             | 17       |          |
| 8        | 32 | Jean-Pierre Jarier | Osella-Ford     | 65    | + 3 kör             | 20       |          |
| 9        | 16 | René Arnoux        | Renault         | 64    | Elosztó             | 1        |          |
| 10       | 29 | Riccardo Patrese   | Arrows-Ford     | 64    | Motorhiba           | 10       |          |
| 11       | 33 | Marc Surer         | Theodore-Ford   | 61    | Kifogyott üzemanyag | 24       |          |
| Kiesett  | 22 | Mario Andretti     | Alfa Romeo      | 59    | Karburátor          | 11       |          |
| Kiesett  | 20 | Keke Rosberg       | Fittipaldi-Ford | 56    | Felfüggesztés       | 14       |          |
| Kizárva  | 11 | Elio de Angelis    | Lotus-Ford      | 25    | Kizárva             | 22       |          |
| Kiesett  | 15 | Alain Prost        | Renault         | 17    | Elosztó             | 2        |          |
| Kiesett  | 25 | Patrick Tambay     | Ligier-Matra    | 15    | Kuplung             | 15       |          |
| Kiesett  | 28 | Didier Pironi      | Ferrari         | 13    | Turbó               | 4        |          |
| Kiesett  | 5  | Nelson Piquet      | Brabham-Ford    | 11    | Defekt              | 3        |          |
| Kiesett  | 23 | Bruno Giacomelli   | Alfa Romeo      | 5     | Erőátvitel          | 12       |          |
| Kiesett  | 27 | Gilles Villeneuve  | Ferrari         | 4     | Kicsúszás           | 8        |          |
| Kiesett  | 1  | Alan Jones         | Williams-Ford   | 3     | Ütközés             | 7        |          |
| Kiesett  | 8  | Andrea de Cesaris  | McLaren-Ford    | 3     | Kicsúszás           | 6        |          |
| Kiesett  | 4  | Michele Alboreto   | Tyrrell-Ford    | 1     | Kuplung             | 19       |          |
| Kiesett  | 30 | Siegfried Stohr    | Arrows-Ford     | 8     | Kicsúszás           | 18       |          |
| NK       | 21 | Chico Serra        | Fittipaldi-Ford |       |                     |          |          |
| NK       | 35 | Brian Henton       | Toleman-Hart    |       |                     |          |          |
| NK       | 12 | Nigel Mansell      | Lotus-Ford      |       |                     |          |          |
| NK       | 14 | Eliseo Salazar     | Ensign-Ford     |       |                     |          |          |
| NK       | 36 | Derek Warwick      | Toleman-Hart    |       |                     |          |          |
| NK       | 31 | Beppe Gabbiani     | Osella-Ford     |       |                     |          |          |

## A világbajnokság élmezőnyének állása a verseny után
| H  | Versenyzők        | Pont | H  | Konstruktőrök | Pont |
| -- | ----------------- | ---- | -- | ------------- | ---- |
| 1. | Carlos Reutemann  | 43   | 1. | Williams-Ford | 67   |
| 2. | Nelson Piquet     | 26   | 2. | Brabham-Ford  | 31   |
| 3. | Alan Jones        | 24   | 3. | Ferrari       | 28   |
| 4. | Gilles Villeneuve | 21   | 4. | Ligier-Matra  | 21   |
| 5. | Jacques Laffite   | 21   | 5. | McLaren-Ford  | 20   |
| 6. | John Watson       | 19   | 6. | Renault       | 18   |

## Statisztikák
Vezető helyen:
- Alain Prost: 16 (1-16)
- René Arnoux: 44 (17-60)
- John Watson: 8 (61-68)

John Watson 2. győzelme, René Arnoux 7. pole-pozíciója, 7. leggyorsabb köre.
- McLaren 25. győzelem